# 维利耶勒鲁
维利耶勒鲁（法語：Villiers-le-Roux，法語發音：[vilje lə ʁu]）是法国夏朗德省的一个市镇，属于孔福朗区。

## 地理
维利耶勒鲁（46°2'56"N, 0°6'24"E）面积4.84 平方千米，位于法国新阿基坦大区夏朗德省，该省份为法国西部内陆省份，北起德塞夫勒省和维埃纳省，东临上维埃纳省，东南至多尔多涅省，南至多爾多涅省，西接滨海夏朗德省。
与维利耶勒鲁接壤的市镇（或旧市镇、城区）包括：拉谢夫勒里、拉马格德莱娜、蒙让、圣马丹迪克洛谢、维勒法尼昂。

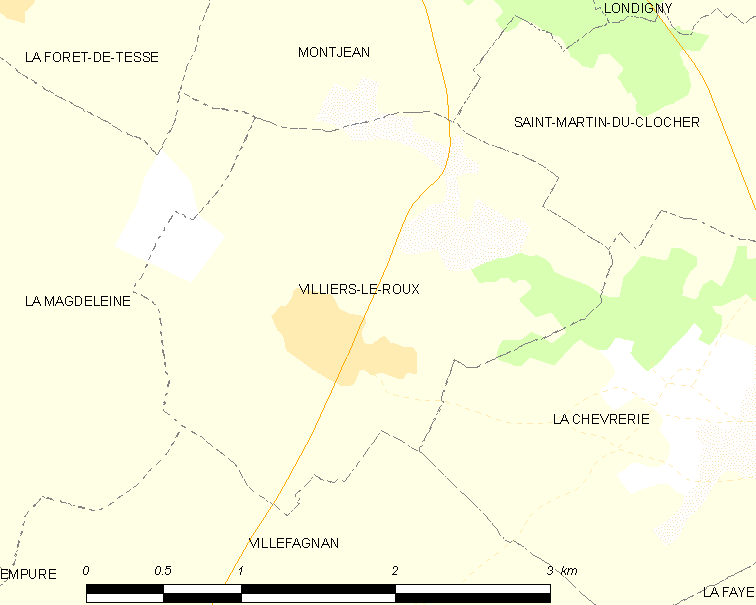
维利耶勒鲁的OSM定位图

维利耶勒鲁的时区为UTC+01:00、UTC+02:00（夏令时）。

## 行政
维利耶勒鲁的邮政编码为16240，INSEE市镇编码为16413。

## 政治
维利耶勒鲁所属的省级选区为夏朗德北县。

## 人口

1962-2008年间维利耶勒鲁人口变化图示

维利耶勒鲁于2022年1月1日时的人口数量为159人。